# Wohnhaus Assessorstraße 2
Das Wohnhaus Assessorstraße 2 in Bruchhausen-Vilsen, bei der St. Cyriakus-Kirche Vilsen, stammt aus dem 18. Jahrhundert. 
Das Gebäude steht unter Denkmalschutz (siehe auch Liste der Baudenkmale in Bruchhausen-Vilsen).

## Geschichte
Das eingeschossige Gebäude in Fachwerk mit weißgestrichenen Steinausfachungen, einem Krüppelwalmdach, einer Inschrift über dem Eingang und einem Anbau wurde 1764, noch vor dem Großbrand von 1791, gebaut und zählt zu den ältesten Häusern im Ort.
 
Hier war einmal ein Gasthaus, das im Volksmund Zum lustigen Strumpf genannt wurde. Später war hier eine Fleischerei. Heute ist es ein Wohnhaus.